# 上田市立神川小学校
上田市立神川小学校（うえだしりつ かんがわしょうがっこう）は、長野県上田市にある公立小学校。
旧・上田市地区の小県郡神川村地区全域を学区としている。

## 概要・歴史
上田市立神川小学校は1956年9月30日に上田市に編入合併された小県郡神川村全域を学区としているが同村は1889年4月1日の市町村制実施による発足前は西部が現在の上田市、東部が現在の東御市にあたる地域に近いためしばらくは統一性が取れなかった。その結果が村立神川尋常小学校発足→高等科分置により村立神川尋常高等小学校改称後も続いた2校並存時代である。
1873年、学制頒布の翌年に小県郡国分村にのちの神川村の西部一帯の村々を学区とする「古府学校」が、同郡上青木村に東部一帯の大半を学区とする「知新学校」が開校。後者は翌年「啓明学校」と名称変更している。小県郡大屋村は東御市立田中小学校の前身である「進善学校」→「風声学校」の学区になっていた。1886年に両校は上田市立豊殿小学校の前身となる「修道学校」（この際上田市立本原小学校の前身である「育英学校」から一部が分離）と合併、さらに「風声学校」の学区となっていた大屋村を編入して「芳田学校」が発足。前者は国分分教場、後者は蒼久保分教場となった。そして小県郡神川村発足により解体し両分教場は村立神川尋常小学校となるが本校は旧蒼久保分教場に設置、旧国分分教場には支校が設置されたが国分側は支校扱いされた事に不満を持っていた。そのため高等科分置により村立神川尋常高等小学校が発足すると国分側も本校扱いとなり旧本校は「第一教場」、旧国分支校は「第二教場」と変更する事に。しかしいざこざがこのまま続いてはまずいと村側は判断したのだろう。発足から8年経った1897年に村役場所在地に近い現在地に校舎を新築し所在地を統一。村の中央に位置した事からこれを機にいざこざが解消された。
1941年に国民学校令により村立神川国民学校と改称。1947年に学制改革により村立神川小学校と改称、同時に併設で神川中学校が開校したが1954年に上田市立第一中学校と合併して「上田市小県郡神川村組合立第一中学校」（上田市合併後は上田市立第一中学校）となり消滅し合併する前に単独小学校に戻った。そして1956年合併により上田市立神川小学校と改称し現在に至っているのである。
同校は山本鼎が大正時代自由画教育を長野県の小学校で初めて実施した事で知られ農民美術発祥の地としても有名。

## 略年表
- 1873年 - 「古府学校」・「知新学校」開校。前者はのちの小県郡神川村の西部、後者は同郡同村の東部の大半（後の東御市の区域となる小県郡下深井村も含む、現在は東御市立和小学校の学区）を学区とした。

（※　後者は現在の上田市立豊殿小学校も学区としていたが「芳田学校」解体後分離している。）
- 1874年 - 「知新学校」、「啓明学校」と校名変更。
- 1875年 - 「啓明学校」、小県郡岩門・野竹・笹井3村を学区とする「求新学校」を合併。
- 1883年 - 「啓明学校」の学区だった小県郡岩門・野竹・染屋3村が分離。岩門は「古府学校」、野竹は「修道学校」、染屋は「松平学校」の学区となる。

（※　岩門・野竹・染屋は現在の上田市立神科小学校の学区である。）
- 1886年 - 上記2校と「修道学校」が合併、「風声学校」に属していた小県郡大屋村が加入し「芳田学校」発足。前者は国分分教場、後者は蒼久保分教場となる。（※一部は分離し「上野学校」へ）
- 1889年 - 小県郡神川村発足により「芳田学校」解体。蒼久保分教場を本校、国分分教場を国分支校とする村立神川尋常小学校発足。
- 1895年 - 小県郡立高等小学校の廃止による高等科分置により村立神川尋常高等小学校と改称するが本校が「第一教場」、国分支校が「第二教場」と改称。本校2校となり所在地不統一が問題となる。
- 1897年 - 村役場に近い現在地に校舎を建築し所在地統一。2年越しの問題が解消された。
- 1941年 - 国民学校令発布により村立神川国民学校と改称。
- 1947年 - 学制改革の第1弾6・3制の実施により村立神川小学校と改称。同時に併設で神川中学校が開校。
- 1954年 - 神川中学校が上田市立第一中学校と統合したため小学校単独となる。（※統合後第一中学校は上田市小県郡神川村組合立となるが合併後上田市立に戻る）
- 1956年 - 小県郡神川村が上田市に合併。上田市立神川小学校と改称。

## 学校所在地
- 〒386-0016　長野県上田市国分1386番地